# Лебеденко, Сергей Вильевич
Сергей Вильевич Лебеденко (7 мая 1970, Гулькевичи, Краснодарский край, СССР) — российский футболист, полузащитник

## Карьера
Воспитанник ДЮСШ № 1 (Гулькевичи). Первый тренер — Василий Сидоренко. Начал карьеру в команде «Локомотив» из Кропоткина в первенстве Краснодарского края. Вместе с Александром Каменцевым перешел в «Венец» из родного города полузащитника.
В дебютном матче «Венца» в первенстве России 24 апреля 1992 года Сергей Лебеденко стал автором первого гола в истории клуба на профессиональном уровне в ворота «Астратекса», за что получил приз — 1000 рублей от Гулькевичского кабельного телевидения. За команду играл на протяжении 12 лет до момента её расформирования. Всего в первенствах России провёл 346 матчей и забил 40 голов.
После окончания профессиональной карьеры хавбек продолжил выступления на любительском уровне в команде «Венец» (Венцы). Также он являлся играющим тренером майкопского «Спутника».